# Musikjahr 1611
Liste der Musikjahre

◄◄ | ◄ | 1607 | 1608 | 1609 | 1610 | Musikjahr 1611 | 1612 | 1613 | 1614 | 1615 | ► | ►►

Weitere Ereignisse
Dieser Artikel behandelt das Musikjahr 1611.

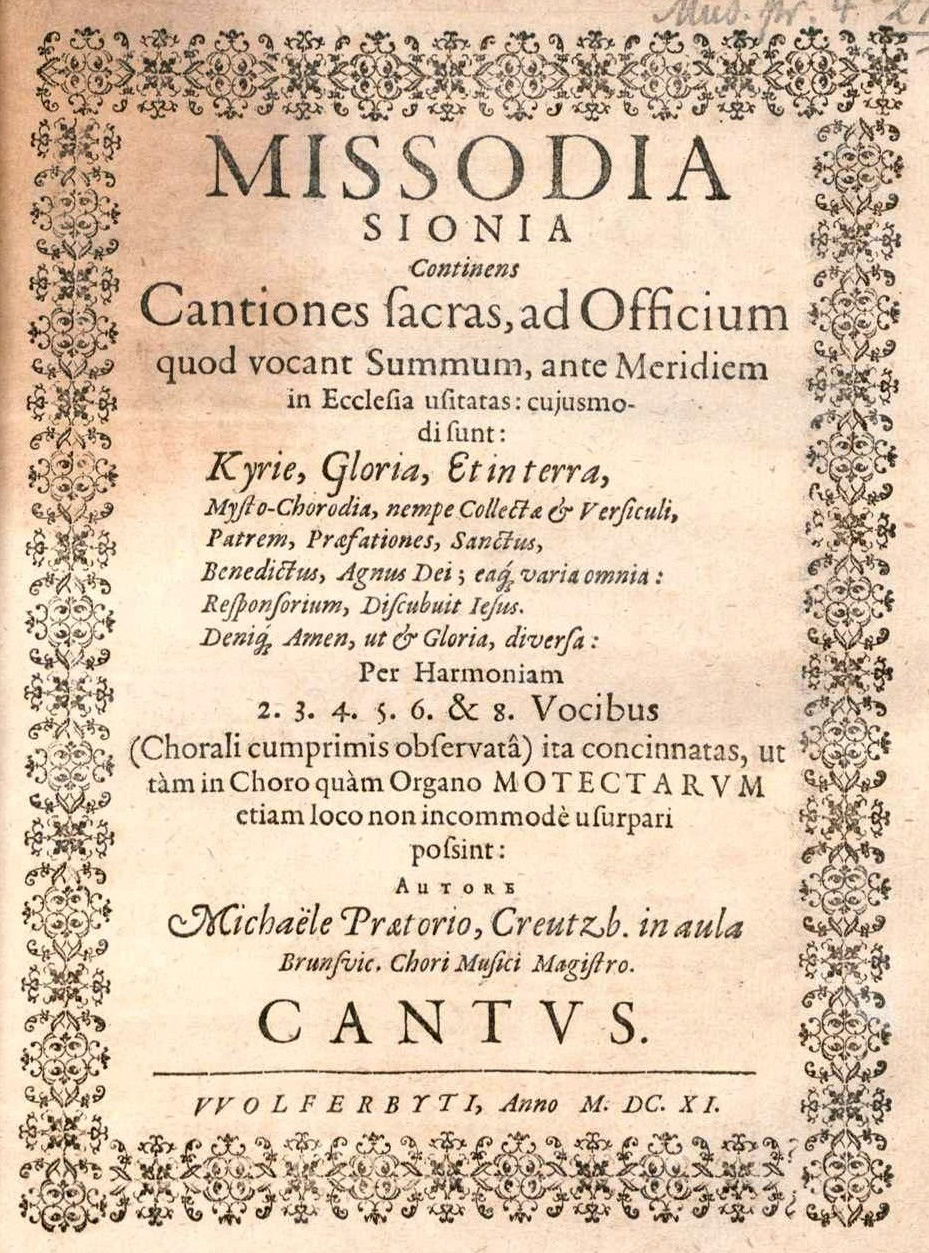
Michael Praetorius – Missodia Sionia (1611)

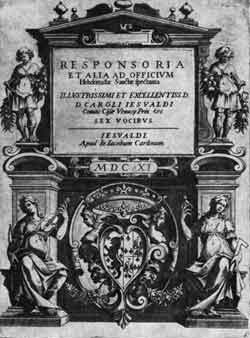
Carlo Gesualdo – Tenebrae Responsoria – Titelseite, 1611

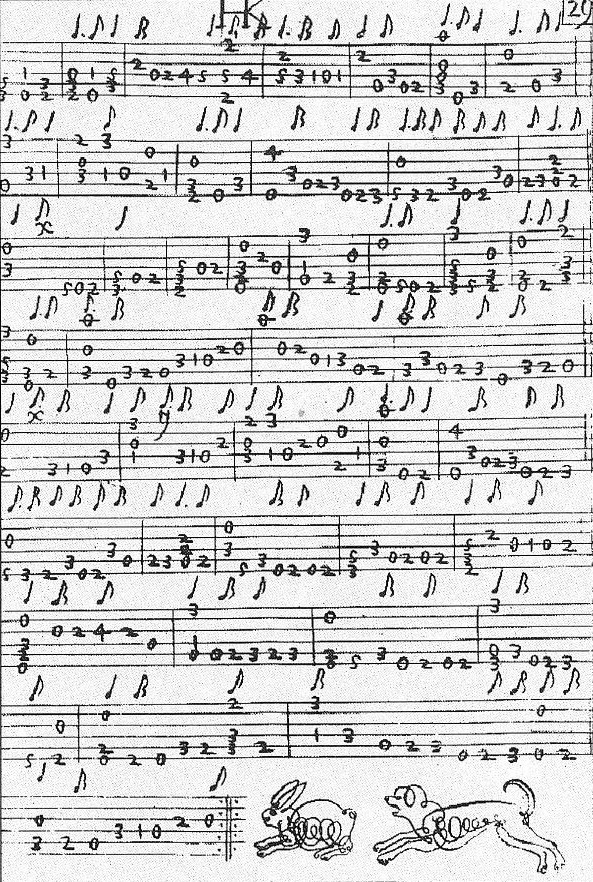
Italienische Lautentabulatur aus Johannes Hieronymus Kapsbergers Libro I d’Intavolatura di Lauto.

## Ereignisse
- 01. Januar: Oberon, the Faery Prince, eine Masque geschrieben von Ben Jonson und entworfen von Inigo Jones wird im Whitehall Palace aufgeführt. Die Musik stammt von Alfonso Ferrabosco der Jüngere und Robert Johnson.
- 03. Februar: Love Freed from Ignorance and Folly, eine weitere Masque von Ben Jonson und Inigo Jones wird im Whitehall Palace aufgeführt, mit Musik von Alfonso Ferrabosco der Jüngere.
- Giovanni Francesco Anerio lässt sich ab März 1611 in Rom nieder, wo er Musikpräfekt am Collegio Romano wird.
- Stefano Bernardi erhält in Nachfolge von Giovanni Francesco Anerio die Stelle des Domkapellmeisters in Verona. Aus dieser Zeit stammt sein Traktat Porta Musicale.
- William Brade ist von 1611 bis 1613 beim Grafen Ernst zu Holstein-Schaumburg auf Schloss Bückeburg tätig.
- Sethus Calvisius bleibt – obwohl ihm an der Universität Wittenberg 1611 eine Professur für Mathematik und an der Universität Frankfurt/Oder ebenfalls eine Professur angeboten wird – in Leipzig und wirkt dort bis zu seinem Lebensende.
- Pieter Cornet übernimmt im Jahr 1611 in der Stadt Zinnik (Soignies) das Amt eines Kanonikers, gibt diese Stellung aber schon nach einem Monat wieder auf, weil er sich zur Heirat im gleichen Jahr entschlossen hat.
- Sigismondo d’India übersiedelt nach Turin, um als Leiter der Kammermusik am Hofe des Herzogs von Savoyen in den Dienst von Karl Emanuel I. zu gehen.
- Carl Luython wird – als Würdigung seiner 35-jährigen Dienste am Hof – am 16. Mai 1611 von Kaiser Rudolf II. eine jährliche Pension von 200 Gulden zugesagt; es zeigt sich jedoch, dass sich diese Unterstützung nur mit großer Mühe geltend machen lässt.
- Jacques Mauduits bekanntestes Werk, ein fünfstimmiges Requiem (1585) für das Begräbnis des Dichters Pierre de Ronsard, wird 1611 zum Jahrestag des Todes von Heinrich IV. erneut aufgeführt und wird auch zu Mauduits eigenem Begräbnis im Jahr 1627 erklingen.
- Rogier Michael heiratet 1611 zum zweiten Mal, und zwar Sarah Petermann, die Tochter des Dresdener Kapellknabeninspektors Andreas Petermann.
- Lambert de Sayves Teutsche Liedlein zu vier Stimmen (Erfurt 1602) werden 1611 in Wolfenbüttel von Michael Praetorius mit einem besonders lobenden Vorwort neu herausgegeben.
- Jan van Turnhout teilt sich – für die Trauerfeiern nach dem Tod von Margarete von Österreich im Dezember 1611 – die Kapellmeister-Tätigkeiten mit Géry de Ghersem, einem Schüler von Philippe Rogier.
- Tomás Luis de Victoria, der bis zuletzt Konventorganist des kaiserlichen Klosters de las Descalzas Reales de Santa Clara (Kloster der barfüßigen Clarissen) war, stirbt im Jahr 1611.
- Die Missodia Sionia von Michael Praetorius werden veröffentlicht.
- Die Tenebrae-Responsorien von Carlo Gesualdo werden veröffentlicht.
- Die Linzer Orgeltabulatur wird zwischen 1611 und 1613 in Linz aufgezeichnet.

## Instrumental- und Vokalmusik (Auswahl)
- Agostino Agazzari
  - Psalmen und ein Magnificat zu fünf Stimmen, op. 13, Venedig: Ricciardo Amadino
  - Sertum roseum ex plantis Hiericho, op. 14, Venedig: Ricciardo Amadino (Sammlung geistlicher Lieder)
  - Chorus psalmorum ac Magnificat... zu acht Stimmen, op. 15, Venedig: Ricciardo Amadino
- Giovanni Francesco Anerio
  - zweites Buch der Motetten, Rom: Bartolomeo Zannetti
  - Litaniae deiparae virginis, Rom: Bartolomeo Zannetti
  - Recreatione armonica, Madrigale zu einer und zwei Stimmen, Venedig: Angelo Gardano
- Robert Ballard – Sammlung mit Arrangements für die Laute
- Stefano Bernardi
  - Il primo libro de madrigali, Rom
  - Il primo libro de madrigali, Venedig
- Valerio Bona
  - Li dilettevoli introiti della messa a doi chori brevi, facili, & ariosi, op. 18, Venedig: Giacomo Vincenti
  - Messen und Vespern für vier Chöre, op. 19, Venedig: Giacomo Vincenti
- Bernardino Borlasca – zweites Buch der canzonettas zu drei Stimmen, Venedig: Giacomo Vincenti
- William Byrd – Psalms, Songs, and Sonnets zu drei bis sechs Stimmen, London: Thomas East für William Barley
- Floriano Canale
  - Concerto spirituale pieno di varie e divote orationi, con un modo di prepararsi alla santa confessione e communione... Di nuovo corretto e ampliato dal R. P. Don Floriano Canale,... Brescia
  - Quem vidisti pastores a 6, Dicite quidnam vidistis a 6, in: Promptuarii musici, Straßburg (Sammlung mit Werken verschiedener Komponisten, von Abraham Schadaeus herausgegeben)
- Antonio Cifra – sieben Psalmen zu vier Stimmen, op. 10, Rom: Giovanni Battista Robletti
- Christoph Demantius – Threnodiae (Quis dabit oculis nostris fontem) zu sechs Stimmen, Leipzig: Abraham Lamberg (Trauermusik zum Gedenken an den Tod von Kurfürst Christian II. von Sachsen am 23. Juni)
- Christian Erbach – Sacrorum cantionum zu vier bis fünf Stimmen, Liber 3, Augsburg: Johann Praetorius
- Giacomo Finetti
  - Psalmi ad vesperas in solemnitate sanctissimi corporis Christi zu acht Stimmen, Venedig: Angelo Gardano (Vesperpsalmen für Fronleichnam)
  - zweites Buch der Motetten zu zwei Stimmen, Venedig: Angelo Gardano
- Giovanni Pietro Flaccomio
  - Liber primus concentus, in quibus vespere, misse, sacreque cantiones in nativitate Beatae Mariae Virginis aliarumque virginum festivitatibus decantandi continentur, Venedig (achtstimmig, doppelchörig)
  - Il primo libro delli madrigali, Venedig (dreistimmig mit Basso continuo)
- Melchior Franck
  - Tricinia nova, Nürnberg: David Kauffmann
  - Vincula Natalitia zu fünf, sechs und acht Stimmen, Coburg: Justus Hauck (Geburtstagsmotetten)
  - Opusculum zu vier, fünf, sechs und acht Stimmen, Coburg: Justus Hauck (Sammlung von Motetten)
  - Fasciculus Quodlibeticus zu vier, fünf, sechs und acht Stimmen, Coburg: Justus Hauck (Sammlung von Quodlibets)
  - Gratulationes Musicae zu fünf Stimmen, Coburg: Justus Hauck (zwei Hochzeitslieder mit Psalmtexten)
  - Ein schöner Trostreicher Text (Mir hastu arbeit gemacht) auß dem 43. Capitel Esaiae für fünf Stimmen, Coburg: Justus Hauck (Geburtstagslied mit Text aus Jesaja 43)
- Bartholomäus Gesius
  - Missae ad imitationem cantionum Orlandi, et aliorum probatissimorum musicorum zu fünf Stimmen, Frankfurt an der Oder: Friedrich Hartmann
  - Echo maritalis zu acht Stimmen, Frankfurt an der Oder: Friedrich Hartmann (Hochzeitsmotette)
- Carlo Gesualdo
  - fünftes Buch der Madrigale zu fünf Stimmen, Neapel: Giovanni Giacomo Carlino
  - sechstes Buch der Madrigale zu fünf Stimmen, Neapel: Giovanni Giacomo Carlino
  - Responsoria et alia ad Officium Hebdomadae Sanctae spectantia zu sechs Stimmen, Neapel: Giovanni Giacomo Carlino
- Adam Gumpelzhaimer – Lustgaertlins Teutsch vnd Lateinischer Geistlicher Lieder, Erster Theil
- Sigismondo d’India – Secondo libro de’ madrigali a 5 voci, Venedig: Angelo Gardano
- Giovanni Girolamo Kapsberger – Libro primo d'intavolatura di lauto, Rom
- Claudio Merulo – drittes Buch der canzoni d’intavolatura d’organo, Venedig: Angelo Gardano (posthum veröffentlicht)
- Rogier Michael – Hochzeitsgesang zu sechs Stimmen, Dresden (verschollen)
- Giovanni Bernardino Nanino – zweites Buch der Motetten zu einer bis fünf Stimmen mit Basso continuo, Rom: Giovanni Battista Robletti
- Jonas Germundi Palma – Een christeligh jula songh... , Stockholm: Christoph Reusner
- Angelo Paoletti – Sacrae cantiones, Rom: Giovanni Battista Robletti
- Claudio Pari – Il pastor fido, zweites Buch der Madrigale zu fünf Stimmen, Palermo: Giovanni Battista Maringo
- Serafino Patta – Sacra cantica... , Venedig: Giacomo Vincenti
- Thomas Ravenscroft – Melismata Musicall Phansies. Fitting the Court, Citie, and Countrey Humours. To 3, 4, and 5 Voyces, London
- Jakob Regnart – Teutsche Lieder zu drei Stimmen, München
- Lambert de Sayve – Teutsche Liedlein zu vier Stimmen, mit 22 Liedern, Erfurt 1602; Neuauflage von Michael Praetorius, Wolfenbüttel 1611
- Fulgenzio Valesi – Canoni di piú sorti fatti sopra doi canti fermi del primo tuono zu drei bis sechs Stimmen, Mailand
- Caspar Vincentius – Sammlung Canticum gratulatorium, Speyer

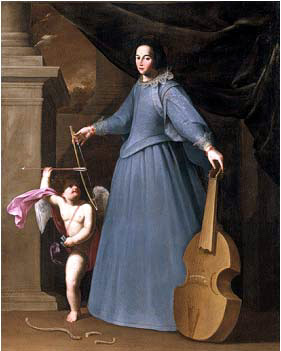
Leonora Baroni (* Dezember 1611) auf einem Porträt von Fabio Della Cornia. Scuola Edile di Perugia

## Musiktheater
- Giulio Cesare Monteverdi – Il rapimento di Proserpina [1]

## Musiktheoretische Schriften
- Sethus Calvisius – Exercitatio musica tertia. Leipzig 1611

## Geboren

### Geburtsdatum gesichert
- 18. Februar: Francesco Sbarra, italienischer Dichter und Librettist († 1668)
- 22. Juni: Pablo Bruna, spanischer Organist und Komponist († 1679)
- 03. Oktober (getauft): Giovanni Salvatore, italienischer Komponist und Organist († 1688)
- 00. Dezember: Leonora Baroni, italienische Opernsängerin, Musikerin und Komponistin († 1670)

### Genaues Geburtsdatum unbekannt
- Thomas Brewer, englischer Komponist († um 1660)
- Andreas Hammerschmidt, deutscher Komponist und Musiker († 1675)

## Gestorben

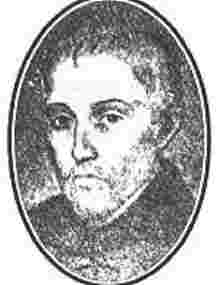
Tomás Luis de Victoria; † 27. August

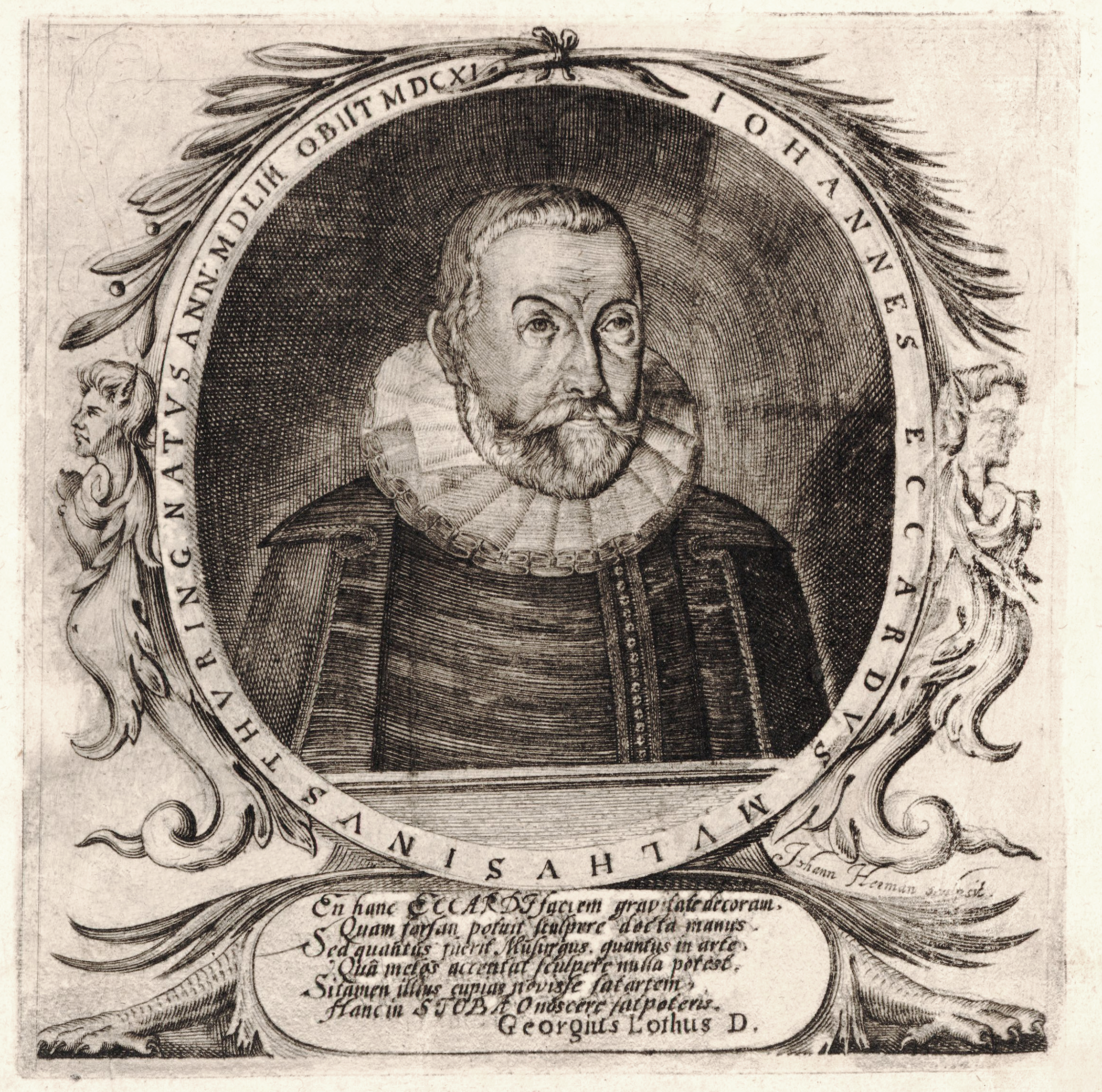
Johannes Eccard

### Todesdatum gesichert
- 15. März: Joachim Decker, Komponist und Organist (* um 1565)
- 02. Mai: Heinrich Compenius der Ältere, deutscher Orgelbauer (* zwischen 1530 und 1540)
- 20. Juli: Georg Gemelich, deutsch-österreichischer Orgelbauer (* unbekannt)
- 27. August: Tomás Luis de Victoria, spanischer Komponist (* um 1548)
- 12. September: Giulio Cesare Gabussi, italienischer Kapellmeister und Komponist (* um 1555)

### Genaues Todesdatum unbekannt
- Livia d’Arco, italienische Sängerin (* 1565)
- Pierre-Francisque Caroubel, französischer Violinist und Komponist (* 1556)
- Petrus de Drusina, Danziger Komponist (* um 1560)
- Johannes Eccard, protestantischer Komponist und Kapellmeister (* 1553)
- Simon Lohet, Organist und Komponist (* vor 1550)
- Johann Lyttich, deutscher Lehrer, Kantor, Komponist und Herausgeber (* um 1581)

### Gestorben um 1611
- Gioseffo Guami, italienischer Organist und Komponist (* 1542)